# Доборджгинидзе, Роин Давыдович
Роин Давыдович Доборджгинидзе (груз. როინ დავითის ძე დობორჯგინიძე; в некоторых источниках ошибочно Добордженидзе, Доборжгешидзе, Доборжчелидзе род. 27 мая 1948, село Джуруквети, Ланчхутский район, Грузинская ССР, СССР) — советский и грузинский борец вольного стиля и тренер, призёр чемпионатов СССР и Европы, мастер спорта СССР международного класса. Заслуженный тренер Грузинской ССР (1981). Награждён медалью Чести (1999).

## Биография
Увлёкся борьбой в 1965 году. Участвовал в шести чемпионатах страны. В 1967 году выполнил норматив мастера спорта СССР, а в 1973 году — мастера спорта СССР международного класса. Становился призёром международных турниров в Тбилиси, Болгарии, Индии, Японии.
Окончил Грузинский государственный институт физической культуры (1973). С 1976 по 1982 год работал тренером-преподавателем в школе олимпийского резерва, с 1982 по 1987 год — в школе борьбы при спортивном обществе «Зенит». С 2008 по 2016 год работал в сборной Индии вместе с Владимиром Мествиришвили и Эмзаром Махарадзе, по женской борьбе, после Олимпийских игр в Рио-де-Жанейро контракт не был продлён. Известные ученики — Заза Турманидзе. 

## Спортивные результаты
- Чемпионат Вооружённых Сил ССР 1970 года — ;
- Чемпионат Грузинской ССР по вольной борьбе 1970 года — ;
- Чемпионат СССР по вольной борьбе 1971 года — ;
- Первенство профсоюзов по вольной борьбе 1971 года — ;
- Чемпионат СССР по вольной борьбе 1972 года — ;
- Первенство СССР среди сельских спортсменов 1972 года — ;
- Чемпионат Грузинской ССР по вольной борьбе 1972 года — ;
- Международный турнир памяти Вахтанга Балавадзе 1972 года — ;
- Международный турнир памяти Вахтанга Балавадзе 1973 года — ;
- Международный турнир памяти Вахтанга Балавадзе 1974 года — ;
- Первенство ДСО «Локомотив» по вольной борьбе 1974 года — ;
- Чемпионат СССР по вольной борьбе 1975 года — 4-е место